# 36
36（三十六、さんじゅうろく、みそむ、みそじあまりむつ）は、自然数、また整数において、35の次で37の前の数である。

## 性質
- 36は合成数であり、正の約数は1, 2, 3, 4, 6, 9, 12, 18, 36 である。
  - 約数の和は91 。
    - 約数の和が奇数になる10番目の数である。1つ前は32、次は49。
    - 6番目の過剰数である。1つ前は30、次は40。

  - 約数を9個もつ最小の数である。次は100。
    - 約数を n 個もつ最小の数とみたとき。1つ前の8個は24、次の10個は48。(オンライン整数列大辞典の数列 A005179)
    - 7番目の高度合成数である。1つ前は24、次は48。

  - 約数の積は10077696 = 69になる。
    - 約数の積の値がそれ以前の数を上回る13番目の数である。1つ前は30、次は48。(オンライン整数列大辞典の数列 A034287)

  - 自身を除く約数の和の約数の和が自身の2倍になる3番目の数である。1つ前は28、次は496。(オンライン整数列大辞典の数列 A247111)
例．σ(σ(36) − 36) = σ(55) = 72 = 36 × 2 (ただしσは約数関数)
- 1/36 = 0.027… (下線部は循環節で長さは1)
  - 複偶数（下2桁が 00、04、08、12、16、20、24、28、32、36、40、44、48、52、56、60、64、68、72、76、80、84、88、92、96 の数）で各桁の和が9の倍数となる数は全て36の倍数。
  - 逆数が循環小数になる数で循環節が1になる9番目の数である。1つ前は30、次は45。(オンライン整数列大辞典の数列 A070021)
  - 1/36 = 1/100(6) = 0.01(6) 、1/36 = 1/30(12) = 0.04(12)
- 36 = 1 + 2 + 3 + 4 + 5 + 6 + 7 + 8
  - 8番目の三角数である。1つ前は28、次は45。
    - 八面サイコロの目の合計である。
    - 三角数が過剰数になる最小の数である。次は66。(オンライン整数列大辞典の数列 A074315)
    - 三角数がハーシャッド数になる6番目の数である。1つ前は21、次は45。
    - 3つの正の数の立方数の和で表せる3番目の三角数である。1つ前は10、次は55。(オンライン整数列大辞典の数列 A119977)
    - 36 = 15 + 21
      - 2つの異なる三角数の和で表せる2番目の三角数である。1つ前は21、次は55。(オンライン整数列大辞典の数列 A112352)

    - n = 3 のときの 2n 番目の三角数である。1つ前は10、次は136。(オンライン整数列大辞典の数列 A007582)
      - 36 = 22 × (23 + 1)
- 36 = 62
  - 6番目の平方数である。1つ前は25、次は49。
    - 36 = 1 + 3 + 5 + 7 + 9 + 11 (6番目までの正の奇数の和)。

  - n = 2 のときの 6n の値とみたとき、1つ前は6、次は216。
  - 2番目の平方三角数である。1つ前は1、次は1225。
  - 完全数の平方数とみたとき最小、次は784。(オンライン整数列大辞典の数列 A133051)
- 36 = (2 × 3)2
  - n = 2 のときの (3n)2 の値とみたとき1つ前は9、次は81。(オンライン整数列大辞典の数列 A016766)
  - n = 3 のときの (2n)2 の値とみたとき1つ前は16、次は64。(オンライン整数列大辞典の数列 A016742)
  - 素数 p = 3 のときの (2p)2 の値とみたとき1つ前は16、次は100。(オンライン整数列大辞典の数列 A069262)
  - 36 = (1 × 2 × 3)2
    - n = 3 のときの (n!)2 の値とみたとき1つ前は4、次は576。(オンライン整数列大辞典の数列 A001044)
- 36 = 22 × 32
  - 2つの異なる素因数の積で p2 × q2 の形で表せる最小の数である。次は100。(オンライン整数列大辞典の数列 A085986)
  - 最初からの連続素数の平方の積である。1つ前は4、ただし連続とみたとき最小、次は900。
  - 2i × 3j (i ≧ 1, j ≧ 1) で表せる5番目の数である。1つ前は24、次は48。(オンライン整数列大辞典の数列 A033845)
  - 36 = 32 × 4
    - n = 3 のときの n2(n + 1) の値とみたとき1つ前は12、次は80。(オンライン整数列大辞典の数列 A011379)
    - n = 2 のときの (n + 2)(n + 1)n の値とみたとき1つ前は6、次は320。(オンライン整数列大辞典の数列 A055541)

  - 36 = 9 × 22
    - n = 2 のときの 9 × 2n の値とみたとき1つ前は18、次は72。(オンライン整数列大辞典の数列 A005010)

  - 36 = 9 × 4
    - n = 1 のときの 9 × 4n の値とみたとき1つ前は9、次は144。(オンライン整数列大辞典の数列 A002063)
- 36 = (1 + 2 + 3)2 = 12 × 22 × 32
  - 3連続整数の和の平方とみたとき自然数の範囲では最小、整数の範囲では1つ前は9、次は81。
  - 連続自然数の和の平方とみたとき1つ前は9、次は100。
  - 3連続整数の平方の積とみたとき自然数の範囲では最小、整数の範囲では1つ前は0、次は576。
  - 連続自然数の平方の積とみたとき1つ前は4、次は576。
- 36 = 1 × 2 × 3 × 6
  - 6 の約数の積で表せる数である。1つ前は5、次は7。(オンライン整数列大辞典の数列 A007955)
- 36 = (1 + 2 + 3) × (1 × 2 × 3) 。この形の1つ前は6、次は240。(オンライン整数列大辞典の数列 A001286)
- 36 = 5 + 7 + 11 + 13
  - 四つ子素数の和で表せる最小の数である。次は60。
  - 一般の四つ子素数の和は5の倍数になるが、これは唯一当てはまらない。
- 36 = 12 × 22 × 32 = 13 + 23 + 33
  - 3連続整数の立方和で表せる数である。自然数の範囲では最小、次は99。整数の範囲だと1つ前は9。
  - 自然数の立方和とみたとき1つ前は9、次は 100。
  - n = 3 のときの 1n + 2n + 3n の値とみたとき1つ前は14、次は98。
  - 36 = 03 + 13 + 23 + 33
    - 4連続整数の立方和とみたとき1つ前は8、次は100。ただし負の数を含めないときは最小である。

  - 3つの正の数の立方数の和1通りで表せる6番目の数である。1つ前は29、次は43。(オンライン整数列大辞典の数列 A025395)
  - 異なる3つの正の数の立方数の和1通りで表せる最小の数である。次は73。(オンライン整数列大辞典の数列 A025399)
  - 異なる3つの正の数の立方数の和 n 通りで表せる最小の数である。次の2通りは1009。(オンライン整数列大辞典の数列 A025419)
- 362 + 1 = 1297 であり、n2 + 1 の形で素数を生む11番目の数である。1つ前は 26、次は 40。
- 九九では 4 の段で 4 × 9 = 36 (しくさんじゅうろく)、6 の段で 6 × 6 = 36 (ろくろくさんじゅうろく)、9 の段で 9 × 4 = 36 (くしさんじゅうろく)と 3 通りの表し方がある。他に九九で 3 通りの表し方がある数は 4, 9, 16 のみである。
- 双子素数の和で表せる4番目の数である。36 = 17 + 19 。1つ前は24 (11 + 13)、次は60 (29 + 31)。
- 36! = 371,993,326,800,000,000,000,000,000,000,000,000,000,000
- 18番目のハーシャッド数である。1つ前は30、次は40。
  - 9を基とする4番目のハーシャッド数である。1つ前は27、次は45。
  - 平方数がハーシャッド数になる4番目の数である。1つ前は9、次は81。
- 各位の平方和が45になる最小の数である。次は63。(オンライン整数列大辞典の数列 A003132)
  - 各位の平方和が n になる最小の数である。1つ前の44は226、次の46は136。(オンライン整数列大辞典の数列 A055016)
- 各位の立方和が243になる最小の数である。次は63。(オンライン整数列大辞典の数列 A055012)
  - 各位の立方和が n になる最小の数である。1つ前の242は112226、次の244は136。(オンライン整数列大辞典の数列 A165370)
- 約数の和が36になる数は1個ある。(22) 約数の和1個で表せる13番目の数である。1つ前は30、次は38。
- 各位の積が各位の和の2倍になる最小の数である。次は44。(オンライン整数列大辞典の数列 A062034)
  - k 倍になる最小の数とみたとき1つ前は1 (1倍)、次は66 (3倍)。(オンライン整数列大辞典の数列 A126789)
- 異なる2つの素数の和4通りで表せる最小の数である。次は42。(オンライン整数列大辞典の数列 A078299)
36 = 5 + 31 = 7 + 29 = 13 + 23 = 17 + 19
  - 異なる2つの素数の和 n 通りで表せる最小の数である。1つ前の3通りは24、次の5通りは48。(オンライン整数列大辞典の数列 A087747)
- 36 = 22 + 42 + 42
  - 3つの平方数の和1通りで表せる18番目の数である。1つ前は35、次は42。(オンライン整数列大辞典の数列 A025321)
- 桁の調和平均が4になる2番目の数である。1つ前は4、次は44。(オンライン整数列大辞典の数列 A062182)
例．2/1/3 + 1/6 = 4
- 4乗した数の各位の和が元の数になる最大の数である。1つ前は28。(オンライン整数列大辞典の数列 A055575)
364 = 1979616 → 1 + 6 + 7 + 9 + 6 + 1 + 6 = 36
  - n = 4 のときの n 乗した数の各位の和が元の数になる最大の数とみたとき1つ前の3乗は27、次の5乗は46。(オンライン整数列大辞典の数列 A046000)
- 5乗した数の各位の和が元の数になる4番目の数である。1つ前は35、次は46。(オンライン整数列大辞典の数列 A055576)
365 = 60466176 → 6 + 0 + 4 + 6 + 6 + 1 + 7 + 6 = 36
- n = 3 のときの n と 2n を並べてできる数である。1つ前は24、次は48。(オンライン整数列大辞典の数列 A019550)
- n = 36 のとき n と n + 1 を並べた数を作ると素数になる。n と n + 1 を並べた数が素数になる5番目の数である。1つ前は12、次は42。(オンライン整数列大辞典の数列 A030457)

## その他 36 に関連すること
- 36 × 単位
  - 36° = π/5（ラジアン）。これは 1/10 周であり、すなわち正十角形の中心角であり、すなわちその外角である。
  - 底辺と等しい辺との長さの比が黄金比になる二等辺三角形において、底角の大きさは36°になる。
  - 黄金三角形の頂角の大きさは36°である。
  - cos 36°= 1/2φ (ただしφは黄金数)(オンライン整数列大辞典の数列 A019863)
- 36番目のもの
  - 第36番元素はクリプトン (Kr) である。
  - 第36代天皇は孝徳天皇である。
  - 日本の第36代内閣総理大臣は、阿部信行である。
  - 大相撲の第36代横綱は羽黒山政司である。
  - アメリカ合衆国の第36代大統領はリンドン・ジョンソンである。
  - アメリカ合衆国の36番目の州はネバダ州である。
  - JIS X 0401、ISO 3166-2:JPの都道府県コードの「36」は徳島県。
  - 第36代ローマ教皇はリベリウス（在位：353年5月17日～366年9月24日）である。
  - 年始から数えて36日目は2月5日。
  - 易占の六十四卦で第36番目の卦は、地火明夷。
  - クルアーンにおける第36番目のスーラはヤー・スィーンである。
  - M36 は散開星団である。
  - テレビユー山形、サンテレビ、サガテレビ、テレビ大分のガイドチャンネルは 36ch。
  - 36協定（サブロク協定）は、労働基準法第36条に規定される、時間外労働に関する労使協定である。
  - 36 はハンガリー (HUN) の国際電話 国番号
- 36あるもの
  - 「兵法三十六計」は中国の兵法書。
  - グランドピアノの黒鍵の数は36個。
  - 旧約聖書 は同一タイトルを1つと数えると36の文書からなる。
- 「多数」としての三十六
  - 三十六は「多数」「全ての方角」を意味することがある。例：「富嶽三十六景」「東山三十六峰」等
  - 三十六人で一束の例として、山城国一揆や酒田商人の「三十六人衆」、歌仙の「三十六歌仙」など。
  - 「三十六選」も度々用いられている。例として、「水のある風景三十六選」「旅宿三十六選」「季節の言葉三十六選」「手土産おすすめ三十六選」など。
- ルーレットのゲームで扱われる、最高の掛け率は36倍。
- 日本・中国では、1年を36分割して、10日単位（旬）で数える習慣もある。
- 三陸鉄道の保有する気動車の形式。36（サンリク）形。
- 『鉄道公安36号』は、NET（現・テレビ朝日）系列で1962年6月7日 - 1963年3月28日に放送されたテレビドラマ。
- 3・6街（さんろくがい）は、北海道旭川市にある歓楽街の通称。
- 選抜高等学校野球大会は記念大会の年は36校が出場する。

## 符号位置
| 記号 | Unicode | JIS X 0213 | 文字参照          | 名称                     |
| ---- | ------- | ---------- | ----------------- | ------------------------ |
| ㊱   | U+32B1  | 1-8-48     | &#x32B1; &#12977; | CIRCLED DIGIT THIRTY SIX |